# De Polslootpolder
De Polslootpolder was een waterschap gelegen ten zuiden van Akkrum in de toenmalige Nederlandse gemeente Utingeradeel in de provincie Friesland, dat een zelfstandig overheidsorgaan was van 1912 tot 1968. Het waterschap besloeg een oppervlakte van bijna 100 hectare.
Nadat in de winter 1909-1910 de polder bijna was overstroomd - alleen door een tijdelijke dijkverhoging kon dit worden voorkomen - werd in 1910 het initiatief genomen tot oprichting van een waterschap. De oprichting geschiedde in 1912. Een deel van het grondgebied werd het hele jaar drooggehouden, een deel alleen in de zomer. Hiertoe werd een zomerdijk aangelegd. Op 1 juni 1968 werd het waterschap bij de eerste provinciale waterschapsconcentratie in Friesland opgeheven en ging het op in waterschap Boarnferd.
Na verdere fusies valt het gebied vanaf 2004 onder Wetterskip Fryslân. 